# 夫妻的世界
《夫妻的世界》（：／），為韓國JTBC於2020年3月27日起播出的金土連續劇，此劇改編英國BBC One的電視劇《福斯特医生》，由字Line與公司代表姜銀慶開創，《Misty》的毛完日導演與《玉氏南政基》的朱賢作家合作打造。
本劇首播收視為6.260%(AGB全國)，刷新JTBC電視台的劇集最高首播收視紀錄。其後因轉折不斷的劇情大受歡迎，其關注度亦與日俱增，收視率更以驚人之勢節節攀升，首先第12集創下最高平均收視率24.332%（AGB全國），刷新《Sky Castle》於2019年創下的最高平均收視率23.779%（AGB全國）的紀錄，接著又一再的刷新自身的收視記錄，並於第16集創下最高平均收視率28.371%（AGB全國）紀錄，刷新JTBC電視台戲劇節目最高的收視紀錄，同時成為目前韓國非無線（付費）電視台最高平均收視的戲劇節目。
台灣由愛奇藝台灣站自3/28起每週六日獨家播出。香港由Viu播出。

## 劇情簡介
池善雨（金喜爱饰）是高山市家庭爱心医院副院长，拥有帅气的导演老公李泰伍（朴海俊饰）和懂事的儿子李俊英（全真㥠饰），家庭看起来十分美满。李泰伍是一位无名导演，在善雨的帮助下经营着一家快倒闭的小型娱乐公司。善雨在种种可疑的迹象下怀疑丈夫出轨，终于在丈夫生日会这一天，在他的车后备箱发现了另一部手机，桌面是一个年轻的女孩（韩韶禧饰）。一对原本深信爱情的夫妇，因背叛打破信任，并陷入复仇漩涡，用尽全部力气想让对方窒息。

## 演員陣容

### 主要人物
| 演員   | 角色   | 介紹 | 國語配音 | 粵語配音 |
| 金喜愛 | 池善雨 | 家庭醫學專科醫生，高山市家庭愛心醫院副院長。她在17歲時一下子失去了父母，世界上能守護她的只有她自己。與孤獨相比，難以讓她忍受的是來自周圍的同情。從那時起，她開始養成了注意他人評價的習慣。她從此拼命學習，考上了首爾大學的醫學院，結識了心愛的男人組建家庭，並在丈夫的家鄉高山市安家落戶，名聲因而大噪。為了在叢林般的世界中獨自生存，她培養了堅強的生存能力，為了成功調整了天生的知性，為了不受指責建立了比別人更高的道德標準，努力成為好人。像白手起家的人一樣，因為要豎起刺來生活，所以沒有認真聽取別人的意見。把安慰當作廉價的同情的態度常常使她顯得獨斷專行，但自己並不知道。一切看起很幸福的她，在誰看來都顯得堅固，至少在知道這是屬於自己的錯覺之前。    | 鄭仁麗   | 王綺婷   |
| 朴海俊 | 李泰伍 | 電影導演。在擔任助理導演8年後首次執導長篇電影，但票房卻以失敗告終。他以製作劇本為藉口，在婚後沒有像樣的工作，後來在妻子的幫助下創辦了一家小型娛樂公司，並獲得了社長的頭銜。他開始接到地方市郡主管的各種演出及活動訂單，以此勉強維持至今，現在得到地方自治團體的文化振興基金的支援，正在推進電影製作。雖然夢想成為千萬導演，但比起劇本開發，他更熱衷於引進製作支援金，因此外界評價他「比起能力，野心更大」。他極力否認一直以來容易得到的地方支援是利用妻子的名聲，還虛張聲勢地說要開發韓流文化，為高山地區經濟做貢獻。這也許是面對有能力的老婆的自卑感，比起依靠妻子生活，更想聽到自己成功的聲音。但這並不意味著他不愛妻子，他承認她是一位優秀的妻子和模範母親。 | 吳文民   | 潘文柏   |
| 韓韶禧 | 呂多景 | 呂秉圭的獨生女，皮拉提斯講師。她參加國際比賽獲獎，但她沒有熱情和才能，手裏拿着一張大學畢業證書後，就爽快地結束了舞蹈生涯。雖然現在在前輩運營的皮拉提斯中心工作，但是人生的目標和夢想都沒有。無論做什麼，只要下定決心，她就能得到爸爸的資源來組織事業，可以說是過著毫無壓力的青春。由於她具有不知世情的純真，稍有不慎就會朝着錯誤的方向發展變成愚蠢。她在同齡的弱不禁風的男人中，被老練、體貼和口裡充滿甜言蜜語的有婦之夫泰伍迷住了。由於她的社會見識不多，不知道泰伍的公司和對待女人的滑頭都是得益於他的妻子。她還不知道愛情不是永恆的，人生不能隨心所欲地揮霍。                                                                                                | 張乃文   | 楊婉潼   |

### 主角周邊人物
| 演員   | 角色   | 介紹 | 國語配音 | 粵語配音 |
| 朴宣暎 | 高藝琳 | 全職家庭主婦，在赫的妻子。她出身於首爾富裕家庭，全身上下都有着端莊的教養。像善雨一樣，他和在赫結婚後定居高山市，由於丈夫與泰伍是同學，自然和善雨夫婦很熟絡。他早就知道丈夫的花心，一開始也做了自己力所能及的事情，監視丈夫的智能手機、在車上安裝GPS定位跟蹤、用竊聽裝置瞭解對方女子的身份。但是她發現蒐集證據沒有用處，看着不斷尋找新女人的丈夫，她心裏很不是滋味。不知何時，她平靜下來，只要去掉花心這個弱點，她認為是值得照顧的丈夫。由於嚴厲而富有父權的父親當初就斬釘截鐵地表示，對於因離婚而給家庭抹黑的子女將沒收遺產，她決定不再離婚，而是住在用謊言搭建的宮殿裏。 | 魏晶琦   | 張惠雯   |
| 金永敏 | 孫在赫 | 會計師，泰伍的中學同學，以前一直在首爾生活，以懷念田園生活為藉口回到故鄉，但只是將居所搬到了故鄉，還是留在首爾上班。由於工作特性，他以回家晚為藉口隨時享受外遇。他認為妻子很安靜無趣，對愛尋找刺激的他來說，沒有比泰伍的妻子善雨更有魅力的女人。 | 李世揚   | 周倚天   |
| 蔡國熙 | 薛明淑 | 家庭愛心醫院婦產科醫生，在赫的同學，與泰伍是同鄉。她進入醫科大學時，在高山市內的十字路口還掛上了慶祝入學的橫幅。雖然她很好相處，但絕不會做令自己吃虧的事，與溫暖的感性相比，冷漠的性格多少有些自私，但被她包裝為處事手腕。她意外地發現善雨是個不錯的女人，但後來卻以專業精神和對待患者的態度，戰勝了地方土生土長的自己，成為副院長，讓她很嫉妒。 | 馮嘉德   | 姜嘉蕾   |
| 李璟榮 | 呂秉圭 | 呂多景的爸爸，著名企業家，世代在高山市累積財富，天生的財富為他帶來的豪氣，對挑戰自己權威的人會毫不留情地攻擊。至少在高山地區，沒有一位有膽挑戰他的人。他擁有的財力，使他與該地區的官僚和政治家都有著人脈關係。 | 梁興昌   | 何偉誠   |
| 金宣敬 | 嚴孝靜 | 全職主婦，秉圭的妻子，與丈夫在很年輕時便結了婚。她天生的嬌態和親和力，讓她總是引人關注。雖然她比實際年齡更顯年輕，其實是透過各種手術偷偷摸摸的結果。對於專注於外貌的她來說，變老是難以接受的人生難關。最近因更年期症狀到醫院就診，與善雨結下了深厚的友誼。 | 馮嘉德   | 曾慶珏   |
| 全真㥠 | 李俊英 | 善雨和泰伍的兒子。由於工作繁忙的媽媽有些嚴厲，和更悠閒的爸爸更親密。在俊英的眼裏媽媽是個榜樣，相比之下爸爸漏洞百出。可以說，年紀輕輕也能清楚地看到家裏的重量向何處傾斜。也許正因為如此，對爸爸更加憐憫。在父母不和之前，是一個無可挑剔的平凡孩子。 | 喬資淯   | 張振熙   |

### 家庭愛心醫院
| 演員   | 角色   | 介紹 | 國語配音 | 粵語配音 |
| 朴忠善 | 馬江碩 | 家庭醫學醫生，曾是醫院的專科醫生，後因酒精中毒被解僱，因為一起生活的戀人在癌症去世後，無法從失落感中走出來而酗酒。他是對善雨提出最理性意見的人物。                                   | 梁興昌   | 蔡威賢   |
| 鄭載成 | 孔志哲 | 家庭愛心醫院院長，家庭醫學醫生。 |          | 馮瀚輝   |
| 李茂生 | 金允基 | 神經精神科醫生，小小年紀結婚後離婚的單身漢。離婚後，整理了首爾的生活後，尋找到高山市作為新的定居點。他在無意間看到了善雨的離婚過程，萌發了同病相憐的感情。之後，他對善雨產生了好感。 |          | 簡懷甄   |
| 金鍾泰 | 河東植 | 善雨的病人，受憂鬱症和不安症狀的折磨，每天都以患小病為由到醫院就診，所以醫生迴避的頭號對象就是他。在醫院裏，善雨是唯一一位以職業精神，誠心誠意面對他的醫生。                         |          | 何家裕   |

### 其他人物
| 演員   | 角色   | 介紹 | 國語配音 | 粵語配音 |
| 沈恩祐 | 閔賢書 | 調酒師，善雨的病人，受到同居男友的約會暴力。她去尋求善雨開神經安定劑時，被她發現是男朋友的問題，因此沒有開處方，而是接受了監視泰伍和跟蹤的提議。                                                                                       | 楊詩穎   | 石梓晴   |
| 李學周 | 朴仁圭 | 公試生，實為無業遊民，賢書的男友。雖然名義上正在準備公務員考試，但由於沉迷於網絡賭博，多次落榜後父母連經濟援助都中斷了，性情越來越粗暴。每當賢書回家晚了，就以是不是有了男人為藉口開始施暴。后因为賢書坚持不跟他在一起而选择跳楼自尽。 | 梁興昌   | 鄧燦陽   |
| 趙雅羅 | 張美妍 | 泰伍的秘書，曾擔任泰伍的助理導演，在獨立創立自己的公司後成為他的祕書。最近，她經歷了離婚後將生活轉移到了高山市。 | 魏晶琦   | 黃紫嫻   |
| 申秀妍 | 尹盧乙 | 美妍的女兒，俊英的同學。 |          | 姜嘉蕾   |
| 金泰香 | 車道哲 | 泰伍的同學，現任高山市市議員。 | 梁興昌   | 陳啟幟   |
| 鄭俊元 | 車海江 | 道哲的兒子，俊英、盧乙的同學。 |          | 高瀚章   |
| 鄭再順 | 裴正心 | 泰伍的媽媽。 |          | 黃鳳英   |
| 崔範浩 | 崔會長 | 炳圭的朋友，高山地區的房地產管理者。 |          | 何家裕   |
| 徐宜淑 |        | 崔會長的妻子，高山麗友會會長。 |          | 黄凤英   |
| 朴美賢 |        | 孔院長的妻子。 |          | 黃紫嫻   |
| 尹仁祖 |        | 車議員的妻子，海江的媽媽。 |          | 劉善君   |
| 李東河 | 李民基 | 李泰伍下屬，呂多景的眼線。 |          | 馮瀚輝   |
| 吳秀賢 | Zoe    | 酒吧的服務生。被李泰伍买通在酒吧色诱在赫，也是在赫的外遇對象，导致在赫与高藝琳离婚的导火线。 |          | 黃紫嫻   |

## 原聲帶
- Part.1（發行日期：2020年3月28日）

| 曲序 | 曲目                          | 演唱   | 时长 |
| ---- | ----------------------------- | ------ | ---- |
| 1.   | Lonely Sailing（고독한 항해） | 金倫我 | 4:41 |
| 2.   | Lonely Sailing（Inst.）       |        | 4:41 |

- Part.2（發行日期：2020年4月4日）

| 曲序 | 曲目                    | 演唱        | 时长 |
| ---- | ----------------------- | ----------- | ---- |
| 1.   | Nothing On You          | Josh Daniel | 3:07 |
| 2.   | Nothing On You（Inst.） |             | 3:07 |

- Part.3（發行日期：2020年4月11日）

| 曲序 | 曲目         | 演唱   | 时长 |
| ---- | ------------ | ------ | ---- |
| 1.   | Sad          | 孫勝妍 | 3:36 |
| 2.   | Sad（Inst.） |        | 3:36 |

- Part.4（發行日期：2020年4月17日）

| 曲序 | 曲目                              | 演唱   | 时长 |
| ---- | --------------------------------- | ------ | ---- |
| 1.   | Just Leave Me（그냥 나를 버려요） | 河東均 | 4:19 |
| 2.   | Just Leave Me（Inst.）            |        | 4:19 |

- Part.5（發行日期：2020年4月25日）

| 曲序 | 曲目                                        | 演唱 | 时长 |
| ---- | ------------------------------------------- | ---- | ---- |
| 1.   | Farewell In Tears（눈물로 너를 떠나보낸다） | 許閣 | 4:16 |
| 2.   | Farewell In Tears（Inst.）                  |      | 4:16 |

- Part.6（發行日期：2020年5月1日）

| 曲序 | 曲目                               | 演唱   | 时长 |
| ---- | ---------------------------------- | ------ | ---- |
| 1.   | The Days We Loved（사랑했던 날들） | 白智榮 | 4:01 |
| 2.   | The Days We Loved（Inst.）         |        | 4:01 |

### 其他搭配歌曲

#### 台灣衛視中文台版本
- 片頭曲：田馥甄《無人知曉》 （页面存档备份，存于）
- 片尾曲：林志融（Marz23）《那種人》 （页面存档备份，存于）

## 收視率
| 集數       | 播出日期   | 標題         | AGB收視率        | AGB收視率      | 評級         |
| 集數       | 播出日期   | 標題         | 大韓民國（全國） | 首爾（首都圈） | 評級         |
| ---------- | ---------- | ------------ | ---------------- | -------------- | ------------ |
| 1          | 2020/03/27 | 不忠         | 6.260%           | 6.786%         | 19岁以上观看 |
| 2          | 2020/03/28 | 面具般的關係 | 9.979%           | 11.023%        | 19岁以上观看 |
| 3          | 2020/04/03 | 法律諮詢     | 11.882%          | 14.061%        | 19岁以上观看 |
| 4          | 2020/04/04 | 偽裝         | 13.986%          | 15.794%        | 19岁以上观看 |
| 5          | 2020/04/10 | 攤牌         | 14.676%          | 16.118%        | 19岁以上观看 |
| 6          | 2020/04/11 | 孩子受罪     | 18.816%          | 21.390%        | 19岁以上观看 |
| 7          | 2020/04/17 | 勝利者的姿態 | 18.501%          | 21.406%        | 15岁以上观看 |
| 8          | 2020/04/18 | 威脅         | 20.061%          | 22.276%        | 15岁以上观看 |
| 9          | 2020/04/24 | 兒子的籌碼   | 20.539%          | 23.175%        | 19岁以上观看 |
| 10         | 2020/04/25 | 逃亡者       | 22.913%          | 25.878%        | 19岁以上观看 |
| 11         | 2020/05/01 | 殺人兇手     | 21.122%          | 23.986%        | 19岁以上观看 |
| 12         | 2020/05/02 | 內心真實情感 | 24.332%          | 26.747%        | 19岁以上观看 |
| 13         | 2020/05/08 | 回不去了     | 21.087%          | 23.920%        | 19岁以上观看 |
| 14         | 2020/05/09 | 顛覆與破碎   | 24.307%          | 26.841%        | 19岁以上观看 |
| 15         | 2020/05/15 | 因果報應     | 24.442%          | 27.975%        | 19岁以上观看 |
| 16         | 2020/05/16 | 會選擇原諒嗎 | 28.371%          | 31.669%        | 19岁以上观看 |
| 平均收視率 | 平均收視率 | 平均收視率   | 18.829%          | 21.190%        | －           |
| 特輯       | 2020/05/22 | —            | 3.904%           | 4.777%         | －           |
| 特輯       | 2020/05/23 | —            | 4.288%           | 4.534%         | －           |

- 收視最低的集數以藍色表示，收視最高的集數以紅色表示，而空格則表示該集的收視沒有相關數據。

## 上映時間
| 臺灣 八大戲劇台 星期一至五 20:00 - 21:00    | 臺灣 八大戲劇台 星期一至五 20:00 - 21:00   | 臺灣 八大戲劇台 星期一至五 20:00 - 21:00 |
| ------------------------------------------- | ------------------------------------------ | ---------------------------------------- |
|                                             | 夫婦的世界 （2024年12月26日—2025年2月5日） |                                          |
| 颱風的新娘 （2024年9月16日—2024年12月25日） | —                                          |                                          |

## 同時段作品

### 同時段競爭作品
週五六時段劇集
- Channel A 金土連續劇：《怪咖！文主廚》

週末時段劇集
- OCN 週末經典連續劇：《RUGAL》

### 同一劇集時段作品
週五六時段劇集
- SBS 金土連續劇：《HYENA》、《The King：永遠的君主》

週末時段劇集
- tvN 週末連續劇：《Hi Bye，媽媽！》、《花樣年華－生如夏花》

## 提名及獲獎列表
| 年份   | 頒獎典禮           | 獎項                      | 入圍者         | 結果 |
| 2020年 | 第56屆百想藝術大獎 | 電視部門 導演獎           | 毛完日         | 獲獎 |
| 2020年 | 第56屆百想藝術大獎 | 電視部門 女子最優秀演技獎 | 金喜愛         | 獲獎 |
| 2020年 | 第56屆百想藝術大獎 | 電視部門 男子配角獎       | 金永敏         | 提名 |
| 2020年 | 第56屆百想藝術大獎 | 電視部門 女子新人演技獎   | 韓韶禧         | 提名 |
| 2021年 | 第25屆亞洲電視大獎 | 最佳戲劇劇集獎            | 《夫妻的世界》 | 提名 |

## 外部連結
- 韓國JTBC官方網站 （页面存档备份，存于）
- 台灣台視官方網站 （页面存档备份，存于）（繁體中文）
- 台灣八大電視官方網站（繁體中文）